# Albert van Raalte
Albert Bernhard van Raalte (né le 21 mai 1890, Amsterdam - décédé le 23 novembre 1952) est un chef d'orchestre et compositeur hollandais.

## Biographie
Albert van Raalte est le fils de Izak van Raalte et de Caroline van Engel. Il a commencé à l'âge de sept ans des études de musique, avec comme enseignants Herman Meerlo et Arnold Drilsma (violon), et JW Kersbergen (piano).
De 1906 à 1909, van Raalte a poursuivi ses études à la Hochschule für Musik Köln, où il a eu comme professeurs Fritz Steinbach (direction d'orchestre), Bram Eldering (violon), Lazzaro Uzielli (piano), et Waldemar von Baussern (harmonie et contrepoint). Il a ensuite poursuivi des études en théorie musicale avec Max Reger et de direction d'orchestre avec Bruno Walter et Camille Saint-Saëns. Sa carrière de chef a commencé en 1909 avec un concert à la Musikalische Gesellschaft de Cologne. En 1911-1912, il a été répétiteur à la Monnaie de Bruxelles (1911) et à l'Opéra de Leipzig (1912), où il se voit confier la direction des opéras de Wagner (1914-1915). Il a travaillé comme chef d'orchestre d'opéra en Allemagne et aux Pays-Bas à partir de 1912 jusqu'à l'éclatement de la Seconde Guerre mondiale.
De 1928 à 1940, van Raalte dirigé des concerts à la radio néerlandaise (AVRO), jusqu'à son licenciement pendant la Seconde Guerre mondiale. Après la guerre, de 1945 à 1949, il a servi comme le premier chef principal de l'Orchestre philharmonique de la radio néerlandaise (Radio Filharmonisch Orkest, Hilversum). Il a aussi été chef invité par plusieurs orchestres, dont l'Orchestre national royal d'Écosse.
Albert van Raalte a composé sept Sonatines pour violon et piano et a fait une orchestration de l'Offrande musicale de Bach.
van Raalte a épousé la chanteuse d'opéra Hélène Wilhelmina Sophia Horneman le 23 juillet 1918. Le couple a eu un fils.

## Source de la traduction
- (en) Cet article est partiellement ou en totalité issu de l’article de Wikipédia en anglais intitulé « Albert van Raalte » (voir la liste des auteurs).